# Telewizja Niezależna Lublin
Telewizja Niezależna Lublin – komercyjna stacja telewizja w Lublinie. Była to pierwsza komercyjna telewizja w Lublinie a druga w Polsce. 
Stacja rozpoczęła emisję programu 1 kwietnia 1992 roku, a od 7 marca 1993 r. wraz z 11 innymi lokalnymi stacjami telewizyjnymi, rozpoczęła nadawanie kilkugodzinnego wspólnego bloku programowego pod nazwą Polonia 1. 
Siedziba stacji mieściła się w Lublinie przy ul. M. Curie-Skłodowskiej 5.
Zaprzestała emisji swojego programu 29 sierpnia 1994 r., gdyż nie otrzymała koncesji na nadawanie. Nadajnik został wyłączony po akcji prokuratury i policji.  